# Giovanni Gorno Tempini
Giovanni Gorno Tempini (Brescia, 18 febbraio 1962) è un dirigente d'azienda italiano.
Dal 24 ottobre 2019 ricopre la carica di presidente del consiglio di amministrazione di Cassa Depositi e Prestiti (CDP), di cui è stato amministratore delegato da maggio 2010 a luglio 2015.  
Dal 28 novembre 2019 è presidente di CDP Reti S.p.A. e dal 2 aprile 2020 opera anche in qualità di presidente di CDP Equity S.p.A. È presidente del Consiglio di Amministrazione di FILA SpA da agosto 2019 e fa parte del consiglio di amministrazione di Avio dal 2017, dove ricopre la carica di vicepresidente dal 28 aprile 2023. È presidente della Fondazione CDP dall’11 novembre 2021.
Il 31 marzo 2021 è entrato a far parte del Consiglio di Amministrazione di TIM S.p.A.
È stato consigliere di amministrazione di Intesa Sanpaolo S.p.A. (2016-2019), Willis Tower Watson S.p.A. (2016-2019) e di FIRC - AIRC, Fondazione e Associazione Italiana Ricerca sul Cancro (2016-2020). 
È stato industry advisor per l'Italia del fondo di private equity Permira e senior advisor della società di consulenza Partners S.p.A.. Dal giugno 2017 è nella giunta di Assonime. Insegna all'Università Bocconi di Milano ed all’Università Cà Foscari di Venezia.
È stato presidente di Fondazione Fiera Milano da settembre 2016 a luglio 2019. Dal 2010 al 2015 ha ricoperto l'incarico di amministratore delegato della Cassa Depositi e Prestiti diventando anche presidente del Fondo Strategico Italiano, controllato dalla stessa CDP, e amministratore delegato di CDP Reti. Dal 2016 al 2019 è stato membro del consiglio di amministrazione dell’Università LUISS.
Nell’aprile del 2020 è stato nominato membro del Comitato di Esperti in materia economica e sociale, istituito da Vittorio Colao, presso la Presidenza del Consiglio dei Ministri.
Da dicembre 2024 è tra i componenti del Comitato per la Corporate Governance costituito dalle associazioni di impresa (ABI, ANIA, Assonime, Confindustria) e dagli investitori professionali (Assogestioni) e da Borsa Italiana.

## Biografia
Dopo essersi diplomato presso il liceo ginnasio “Arnaldo” di Brescia, si trasferisce a Milano dove si laurea nel 1987 in Economia e Commercio presso l'Università commerciale Luigi Bocconi di Milano con una tesi su “La gestione della banca sul mercato monetario e finanziario”. Presta il servizio militare nell'Arma dei Carabinieri come ufficiale, inizia quindi a lavorare in JP Morgan nel settore dei global markets. Dal 1992 al 2001 opera con diversi incarichi direttivi presso JP Morgan a Milano e Londra, con responsabilità in Italia e EMEA.
Nel 2001 entra nel Gruppo Intesa Sanpaolo, ricoprendo fino al 2007 i ruoli di responsabile dell’attività di investment banking e di amministratore delegato e direttore generale di Banca Caboto (ora Banca IMI) e dal 2006 al 2007 responsabile della finanza e tesoreria del gruppo Banca Intesa (ora Intesa Sanpaolo S.p.A.).
Dal novembre 2007 al maggio 2010 è direttore generale e consigliere d'amministrazione del Gruppo Mittel, la società finanziaria bresciana voluta negli anni 1980 da Giovanni Bazoli, ricoprendo anche la carica di vicepresidente di Sorin, di presidente di Hopa e di consigliere nel consiglio di gestione di A2A. Nel 2008, alla guida della Mittel, rileva una società specializzata in finanza etica, la Capital Partners.
Nel maggio 2010 è nominato amministratore delegato della Cassa Depositi e Prestiti con presidente Franco Bassanini.  CDP si occupa, sin dalla sua fondazione, della promozione dello sviluppo sostenibile dell’Italia, impiegando responsabilmente il risparmio del Paese per favorire crescita e occupazione, sostenendo l’innovazione e la competitività delle imprese, le infrastrutture e il territorio. 
Da dicembre 2014 a luglio 2015 ricopre la carica di amministratore delegato di CDP Reti S.p.A. e da agosto 2011 a luglio 2015 quella di presidente del Fondo Strategico Italiano. 
Nel 2016 è nominato al posto di Benito Benedini presidente di Fondazione Fiera Milano in una fase critica della Fiera (controllata al 63% dalla Fondazione) con un'indagine in corso da parte della Procura milanese e un parziale commissariamento della Fiera, revocato poi nel settembre 2017. Dal 2016 Fiera Milano, la più importante delle rassegne fieristiche italiane, ha quintuplicato il valore in Borsa, è tornata all'utile e ha triplicato il margine sui ricavi. Fondazione vi ha investito una trentina di milioni per la sicurezza delle infrastrutture, il digitale e l'acquisizione e automazione di parcheggi con un piano industriale che prevede 140 milioni di investimenti sino al 2021 grazie ai finanziamenti della Bei e di un pool di banche. Fondazione è anche socia di Arexpo, sulla cui area si è realizzato il Milano Innovation District, i cui pilastri sono Human Technopole, il nuovo IRCCS Galeazzi e il nuovo campus dell’Università Statale di Milano. Il suo incarico in Fondazione Fiera Milano si conclude a luglio 2019.
Il 24 ottobre 2019 assume la carica di presidente del consiglio di amministrazione di Cassa Depositi e Prestiti S.p.A., divenendo dal 28 novembre 2019 anche presidente di CDP Reti S.p.A. e dal 2 aprile 2020 presidente di CDP Equity S.p.A.
Nell’aprile 2020 è stato designato componente della Task Force per la fase 2, il comitato di esperti in materia economica e sociale istituito presso la Presidenza del Consiglio dei Ministri che affiancherà il Governo nella “fase 2” dell’emergenza Covid-19. Il comitato, guidato dall’ex amministratore delegato di Vodafone Vittorio Colao, ha operato in coordinamento con il Comitato tecnico scientifico con il compito di elaborare e proporre misure necessarie a fronteggiare l’emergenza e per una ripresa graduale nei diversi settori delle attività sociali, economiche e produttive.

### Altri incarichi
È professore all'MBA Program della SDA Bocconi School of Management e professore a contratto di Finanza alla Bocconi di Milano. È stato professore a contratto presso l’Università Ca’ Foscari di Venezia e dal 2004 al 2011 presso l'Università Carlo Cattaneo (LIUC) di Castellanza nell'ambito del master in merchant banking.
È membro del Cda dell'Istituto per gli Studi di Politica Internazionale (ISPI).
Membro del Comitato Scientifico della Fondazione Aristide Merloni è stato presidente della “Commissione Tecnica per la Finanza" di ABI (Associazione Bancaria Italiana) dal 2006 al 2007, consigliere di Borsa Italiana dal 2001 al 2007, di MTS (European Bond Exchange) dal 2001 al 2006, di EuroMTS dal 2002 al 2006 e di ISDA (International Swaps and Derivatives Association) dal 2006 al 2007, consigliere AIFI (Associazione Italiana Private Equity e Venture Capital) fino a maggio 2010 e, nel 2014, componente del consiglio generale del private equity di AIFI.
È stato inoltre componente del comitato scientifico del Collegio Internazionale Ca' Foscari e dello Strategic Board Fondazione Ca' Foscari. Ha fatto parte del consiglio d'amministrazione del Collegio San Carlo di Milano. 
Nel 2023 è stato nominato membro dell’Advisory Board di Intercultura e H-FARM Education.

## Vita privata
Grande appassionato di tennis, è in generale un amante dello sport e tifoso del Milan. È sposato, con un figlio.

## Onorificenze
- Nel 2020 viene nominato Grande Ufficiale dell'Ordine al Merito della Repubblica Italiana[43][44]

- Nel 2022 viene nominato Cavaliere del Lavoro[45]

## Riconoscimenti
- È stato nominato "Uomo dell'anno" per l'Italia dell'energia 2012 da parte di Staffetta Quotidiana e Fondazione Energia[46].
- Il 23 giugno 2014 ha ricevuto il riconoscimento di Canoviano d’Onore 2014 del Canova Club Milano

## Controversie
In un documento sulle dichiarazioni patrimoniali e reddituali rese dai titolari di cariche elettive e direttive di alcuni enti, a cura della Presidenza del Consiglio dei Ministri ai sensi dell'art. 12 della legge 5 luglio 1982 n. 441, risulta che il manager abbia ricevuto, nel 2010, redditi annui pari a 1.925.997 euro suscitando qualche polemica. Questa cifra si riferisce ai redditi che Gorno Tempini ha percepito soprattutto nell'ambito dell'attività esercitata quell'anno nel settore privato (fino al maggio 2010 ha lavorato in Mittel). Come emerge dal bilancio 2013 della Cassa depositi e prestiti, pubblicato sul sito internet della società, lo stipendio del manager (emolumenti per la carica e bonus) è stato pari a circa 820.000 euro annui lordi.